# Lijst van rivieren in IJsland
Dit is een lijst van rivieren in IJsland.

## Zuid-IJsland
- Hvítá
- Krossá (Markarfljót)
- Kúðafljót
- Markarfljót
- Múlakvísl
- Ölfusá
- Öxará
- Rangá
- Skeiðará
- Sog
- Þjórsá

## Reykjavík
- Elliðaá

## West-IJsland
- Hvítá (Borgarfjörður)
- Laxá í Kjós
- Norðurá (Borgarfjörður)

## Westfjorden
- Dynjandi

## Noord-IJsland
- Blanda
- Eyjafjarðará
- Fnjóská
- Glerá
- Héraðsvötn
- Hörgá
- Jökulsá á Fjöllum
- Krossá (Skjálfandafljót)
- Laxá
- Skjálfandafljót

## Oost-IJsland
- Lagarfljót
- Jökulsá á Dal